# 岡部大介
岡部 大介（おかべ だいすけ、1973年 - )は、日本の認知科学者、博士（学術）、東京都市大学教授、慶應義塾大学SFC研究所上席研究員。山形県鶴岡市出身。

## 略歴
- 1973年、山形県鶴岡市生まれ。
- 1996年、横浜国立大学教育学部卒業。
- 1998年、横浜国立大学大学院教育学研究科修了。
- 2001年、横浜国立大学大学院教育学研究科学校教育臨床専攻助手。
  - 昭和女子大学で博士（学術）を取得[1]。
- 2004年、慶應義塾大学大学院政策・メディア研究科特別研究教員。
- 2009年、東京都市大学環境情報学部講師、慶應義塾大学SFC研究所上席研究員。
- 2012年、東京都市大学環境情報学部准教授。
- 現在、東京都市大学環境情報学部教授[2]。

## 著作物

### 主な共著書
- Personal, Portable, Pedestrian: Mobile Phones in Japanese Life, Edited by Mizuko Ito, Daisuke Okabe, Misa Matsuda. 2004. MIT Press.
- 『ケータイのある風景』 共著者：松田美佐、伊藤瑞子 2006年 北大路書房 ISBN 4-7628-2532-8
- 『デザインド・リアリティ』 共著者：有元典文 2008年 北樹出版 ISBN 978-4-7793-0164-3
- Fandom Unbound: Otaku Culture in a Connected World, Edited by Mizuko Ito, Daisuke Okabe, Izumi Tsuji. 2012. Yale University Press.
- 『ワードマップ 社会・文化・活動の心理学』茂呂雄二・有元典文・青山征彦・伊藤崇・香川秀太・岡部大介（編）. 2012. 新曜社.

### 論文
- 岡部大介「青年期前期のメディア利用からみる友人関係--女子高校生のプリクラ利用を中心に」『社会情報学研究』第13巻第1号、日本社会情報学会事務局、2009年、1-15頁、ISSN 13429604、NAID 40018958437。
- 岡部大介「腐女子のアイデンティティ・ゲーム: アイデンティティの可視/不可視をめぐって」『認知科学』第15巻第4号、日本認知科学会、2008年、671-681頁、doi:10.11225/jcss.15.671、ISSN 1341-7924、NAID 130004490929。
- 岡部大介, 伊藤瑞子「「モバイルキット」に媒介された都市空間のパーソナライゼーション」『情報文化学会誌』第15巻第1号、情報文化学会、2008年8月、28-36頁、ISSN 13406531、NAID 110006840472。